# Ronetta Smith
Ronetta Smith (2 maggio 1980) è un'ex velocista giamaicana.

## Palmarès

### Olimpiadi
- 1 medaglia:
  - 1 bronzo (Atene 2004 nella staffetta 4x400 m)

### Mondiali
- 2 medaglie:
  - 1 argento (Helsinki 2005 nella staffetta 4x400 m)
  - 1 bronzo (Parigi 2003 nella staffetta 4x400 m)

### Mondiali indoor
- 1 medaglia:
  - 1 argento (Birmingham 2003 nella staffetta 4x400 m)

### Campionati NACAC
- 1 medaglia:
  - 1 argento (San Salvador 2007 nella staffetta 4x400 m)